# Go by RC
Go by RC (RCでGO!?, RC de GO!) è un simulatore di guida arcade incentrato sulle macchine radiocomandate, sviluppato e pubblicato dalla Taito nel 1999. Il titolo venne supervisionato da Kyosho, nota azienda giapponese di modellismo, in cooperazione con RC World. Ebbe un'unica conversione per la console PlayStation, uscita nel 2000.

## Modalità di gioco
Go by RC nella versione arcade viene controllato non con il volante ma con uno speciale radiocomando, dotato di rotella sul lato destro e un grilletto analogico a due vie. Si compone di tre modalità di gioco: "Practice", "Normal" e "Joining". "Practice" è un tutorial che guida il giocatore attraverso i controlli della macchina radiocomandata in un percorso passo dopo passo. Dopo aver esaminato le basi, tenta una gara di pratica. "Joining" è una sfida competitiva tra due o anche fino a quattro giocatori tramite LAN.
"Normal" è invece la modalità più rappresentativa, perché il giocatore compete in una serie di gare su quattro percorsi diversi a seconda della difficoltà tra Beginner, Normal ed Expert. Le vetture sono classificate in base alla tipologia di percorso che si vuole optare tra strada (On Road) e fuoristrada (Off Road). Per vincere una gara e passare a quella successiva bisogna arrivare al primo posto. Nel corso di ogni gara si possono raccogliere dei punti drift, i quali vengono utilizzati per sbloccare le auto.
La versione PlayStation introduce un negozio dove il giocatore può acquistare parti e telai per la sua macchina tramite crediti che ottiene durante lo svolgersi del campionato. Inoltre presenta la nuova modalità "Time Attack", nella quale si gareggia da soli in una selezionabile pista al fine di battere il proprio record o quello stabilito dal computer. 

## Accoglienza
In Giappone, la rivista Game Machine elencò Go by RC nel numero del 1º agosto 1999 come il tredicesimo gioco arcade di maggior successo del mese. Al momento della sua uscita su PlayStation, ha ricevuto "recensioni generalmente favorevoli" secondo il sito web Metacritic.
Presentandolo in anteprima al Tokyo Game Show per IGN, Craig Harris ha parlato positivamente del gioco, definendolo "un vero spasso da giocare". Nick Woods di AllGame, pur definendolo un "gioco di corse impegnativo e divertente", ha criticato la mancanza di una modalità a due giocatori. Miguel Lopez di GameSpot e David Smith di IGN paragonano entrambi il gioco ad R.C. Pro-Am.
Ha vinto il secondo posto come miglior gioco di corse per PlayStation ai Best of 2000 Awards di IGN, perdendo contro Colin McRae Rally 2.0.